# 칭홍아익
칭홍아익(Ching Hong Aik, 鄭宏育)은 말레이시아의 전 축구 선수이다.